# Radiación de Hawking

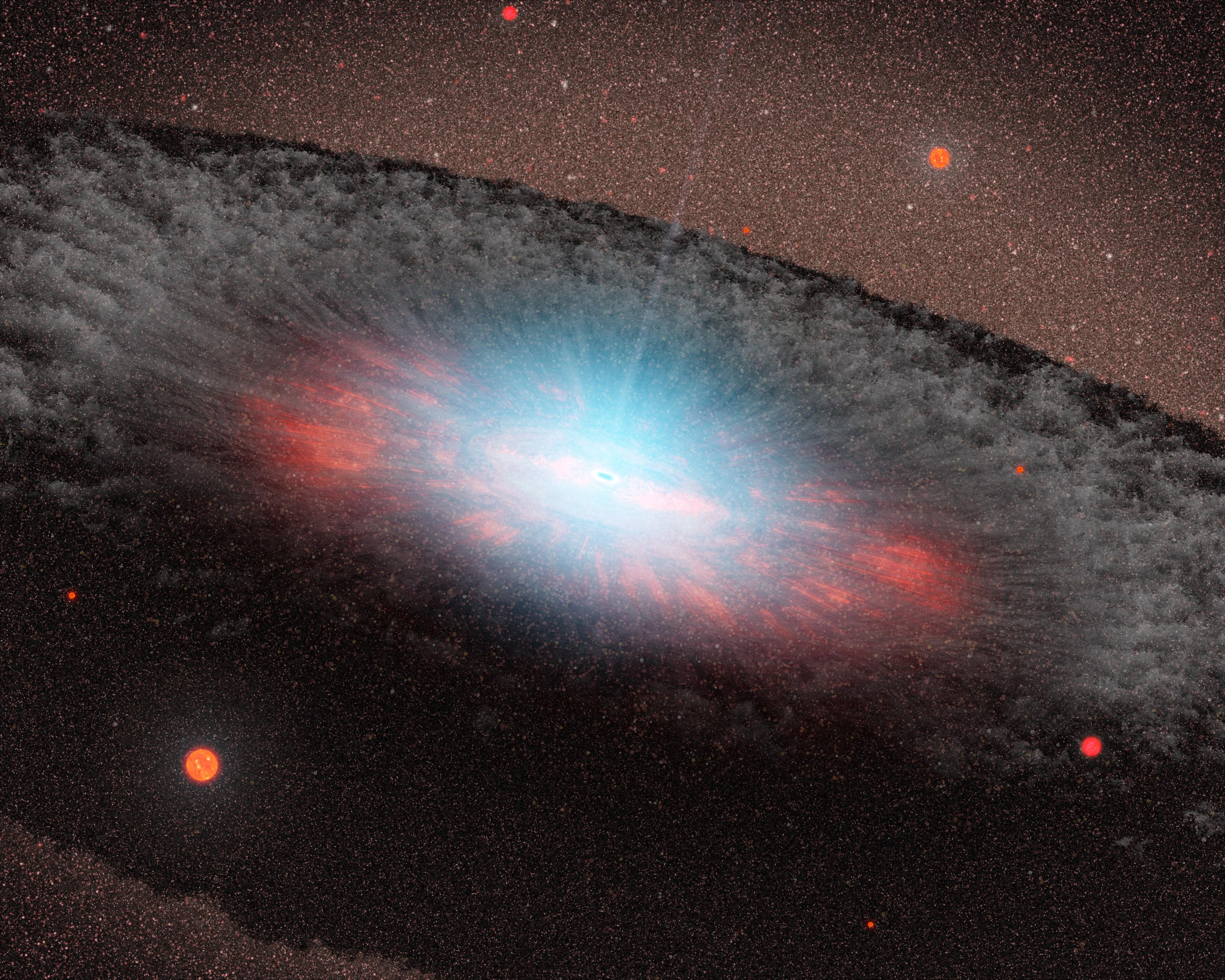
En la actualidad se cree que muchas galaxias suelen tener un agujero negro en su centro, incluida la nuestra.

La radiación de Hawking es una radiación teóricamente producida cerca del horizonte de sucesos de un agujero negro y debida plenamente a efectos de tipo cuántico. La radiación de Hawking recibe su nombre del físico británico Stephen Hawking, quien postuló su existencia por primera vez en 1974 describiendo las propiedades de tal radiación y obteniendo algunos de los primeros resultados en gravedad cuántica. El trabajo de Hawking fue posterior a su visita a Moscú en 1973, donde los científicos soviéticos Yákov Zeldóvich y Alekséi Starobinski le demostraron que, de acuerdo con el principio de indeterminación de la mecánica cuántica, los agujeros negros en rotación deberían crear y emitir partículas.
La radiación de Hawking reduce la masa y la energía rotacional de los agujeros negros y, por lo tanto, también se conoce como "evaporación de agujeros negros". Debido a esto, se espera que los agujeros negros que no ganan masa por otros medios se encojan y finalmente desaparezcan. Se predice que los micro agujeros negros son mayores emisores de radiación que los agujeros negros más masivos y, por lo tanto, deberían reducirse y disiparse más rápidamente.
En junio de 2008, NASA lanzó el telescopio espacial Fermi, que está buscando los destellos terminales de rayos gamma que se esperan de la evaporación de algún agujero negro primordial. En el caso de que las teorías especulativas gran dimensión extra sean correctas, CERN Gran Colisionador de Hadrones puede crear microagujeros negros y observar su evaporación. No se ha observado ningún micro agujero negro en el CERN.
Posteriormente Paul Davies y Bill Unruh probaron que un observador acelerado u observador de Rindler en un espacio-tiempo plano de Minkowski también detectaría radiación de tipo Hawking.

## Origen de la radiación de Hawking
Una de las consecuencias del principio de indeterminación de Heisenberg son las fluctuaciones cuánticas del vacío. Estas consisten en la creación, durante brevísimos instantes, de pares partícula-antipartícula a partir del vacío. Estas partículas son "virtuales", pero la intensa gravedad del agujero negro las transforma en reales. Tales pares se desintegran rápidamente entre sí, devolviendo la energía prestada para su formación. Sin embargo, en el límite del horizonte de sucesos de un agujero negro, la probabilidad de que un miembro del par se forme desde el interior y el otro en el exterior no es nula, por lo que uno de los componentes del par podría escapar del agujero negro; si la partícula logra escapar, la energía procederá del agujero negro. Es decir, el agujero negro deberá perder energía para compensar la creación de las dos partículas que separó. Este fenómeno tiene como consecuencias la emisión neta de radiación por parte del agujero negro y la disminución de masa de este.
Según esta teoría, un agujero negro va perdiendo masa, a un ritmo inversamente proporcional a esta, debido a un efecto cuántico. Es decir, un agujero negro poco masivo desaparecerá más rápidamente que uno más masivo. Concretamente, un agujero negro de dimensiones subatómicas desaparecería casi instantáneamente.
Cabe mencionar que la disminución de masa de un agujero negro por radiación de Hawking sería únicamente perceptible en escalas de tiempo comparables a la edad del universo y tan solo en agujeros negros de tamaño microscópico remanentes quizás de la época inmediatamente posterior al Big Bang. Si esto es así, hoy podríamos ver explosiones de agujeros negros muy pequeños, algo de lo que no se tiene evidencia alguna.

## Proceso de emisión
Un agujero negro emite radiación de Hawking termalizada, según una distribución idéntica a la del cuerpo negro correspondiente a una temperatura {\displaystyle T_{H}} . La cual, expresada en términos de las unidades de Planck, resulta ser:

(1a){\displaystyle T_{H}={\frac {\alpha _{H}}{2\pi }}}

Donde {\displaystyle \alpha _{H}\,} es un parámetro relacionado con la gravedad en la superficie del horizonte. Análogamente, un observador de Rindler con una aceleración uniforme percibe a su alrededor una radiación termalizada asociada a una temperatura de cuerpo negro:

(2a){\displaystyle T_{R}={\frac {\alpha _{R}}{2\pi }}}

Donde {\displaystyle \alpha _{R}\,} es la aceleración en unidades de Planck, obviamente la expresión (1a) y (2a) resultan formalmente idénticas expresadas en unidades de Planck. 
Si reescribimos las dos ecuaciones anteriores en unidades convencionales, la radiación de Hawking para un agujero Schwarzschild y la radiación de Unruh para un observador acelerado son:

{\displaystyle T_{H}={\hbar \,c^{3} \over 8\pi GMk},\qquad T_{R}={\frac {\hbar a}{2\pi ck}}}

donde:
{\displaystyle \hbar }, es la constante reducida de Planck.
c es la velocidad de la luz
k es la constante de Boltzmann
G la constante gravitacional
M es la masa de un agujero negro.
a es la aceleración del observador de Rindler.
Aplicando las ecuaciones anteriores al caso solar, si este se llegara a convertir en un agujero negro, tendría una temperatura de radiación de tan solo 60 nK (nanokelvin). Esta temperatura de radiación es notablemente inferior a la temperatura debida a la radiación de fondo de microondas, que es superior a los 2.7 K, por lo que si existe la radiación de Hawking, ésta podría ser indetectable.

## Evaporación de agujero negro
Cuando las partículas escapan, el agujero negro pierde una pequeña cantidad de su energía y, por lo tanto, disminuye su tamaño, debido a que se corresponde con una masa colapsada menor. Esta emisión continua de radiación de Hawking se denomina a veces "evaporación del agujero negro" y es un proceso por el cual el agujero va perdiendo tamaño hasta desaparecer por completo, aunque es un proceso muy muy largo. Una aproximación del proceso de "evaporación" puede obtenerse suponiendo que el agujero negro es un cuerpo negro perfecto, en ese caso la tasa de emisión se corresponde con la ley de Stefan-Boltzmann, tenemos:

{\displaystyle {\frac {{\text{d}}E}{{\text{d}}t}}=-(4\pi R^{2})\sigma T^{4}}

usando que la energía es aproximadamente {\displaystyle E\approx mc^{2}}, el radio de un agujero negro de Schwarzschild vine dado por {\displaystyle R=2GM/c^{2}}, la constante de Stefan-Boltzmann es {\displaystyle \sigma =(\pi ^{2}k_{\rm {B}}^{4})/(60\hbar ^{3}c^{2})} y la temperatura por {\displaystyle T=\hbar c^{3}/(8\pi GMk_{B})} se tiene que la masa efectiva del agujero negro evoluciona como:

{\displaystyle {\frac {{\text{d}}M}{{\text{d}}t}}=-{\frac {\hbar c^{4}}{15360\pi G^{2}}}{\frac {1}{M^{2}}}={\frac {K}{M^{2}}},\qquad \Rightarrow M(t)=\left(M_{0}^{3}-3Kt\right)^{1/3}}

Esto es solo una aproximación, pero da una idea del orden magnitud para el tiempo de evaporación, en términos de la masa inicial {\displaystyle M_{0}} del agujero negro. El pequeño valor de la constante {\displaystyle K=3,96\cdot 10^{15}\ {\text{kg}}^{3}/{\text{s}}}, hace que el proceso sea muy lento, y el tiempo total de evaporación vendría dado por:

{\displaystyle t_{tot}={\frac {M_{0}^{3}}{3K}}}

Para un agujero negro supermasivo como Sagitario A* que ocupa el centro de la Vía Láctea el tiempo de evaporación sería:

{\displaystyle t_{tot}={\frac {M_{0}}{3K}}={\frac {(8,57\cdot 10^{37}\ {\text{kg}})^{3}}{0,44\cdot 10^{-52}\ {\text{kg}}^{3}/{\text{s}}}}\approx 1,51\cdot 10^{155}\ {\text{años}}}

### Análisis numérico del proceso
En 1976 Don Page calculó la potencia producida, y el tiempo de evaporación, para un agujero negro de Schwarzschild de masa solar, sin rotación ni carga. Los cálculos son complicados debido al hecho de que un agujero negro, siendo de tamaño finito, no es un cuerpo negro perfecto. La sección eficaz de absorción disminuye de una forma complicada (dependiente del espín) a medida que la frecuencia disminuye, especialmente cuando la longitud de onda se vuelve comparable al tamaño del horizonte de eventos. Téngase en cuenta que, al escribir su artículo en 1976, Page postuló erróneamente solo existen dos sabores de neutrinos y que estos no tienen masa, por lo que sus resultados de la vida de los agujeros negros no coinciden con los resultados modernos que tienen en cuenta los tres "sabores" de neutrino con masas distintas de cero.
Para una masa mucho mayor que 1017 gramos, Page deduce que la emisión de electrones puede ignorarse, y que los agujeros negros de masa M (en gramos en la fórmula) se evaporan a través de neutrinos (muónicos {\displaystyle \nu _{\mu }} y electrónicos {\displaystyle \nu _{e}}), fotones {\displaystyle \gamma } y gravitones sin masa en un tiempo {\displaystyle \tau } de
{\displaystyle \tau =8.66\times 10^{-27}\;\left[{\frac {M}{\mathrm {g} }}\right]^{3}\;\mathrm {s} \,.}
Para masa más pequeña de 1017 g, pero mucho más grande que 5 x 1014 g, la emisión ultrarelativista de electrones y positrones acelerará la evaporación, dando como resultado una vida de
{\displaystyle \tau =4.8\times 10^{-27}\;\left[{\frac {M}{\mathrm {g} }}\right]^{3}\;\mathrm {s} \,.}
Si un agujero negro se evapora vía radiación de Hawking, un agujero negro de masa solar (1 {\displaystyle M_{\bigodot }}) se evaporará en 1064 años.
Un agujero negro supermasivo con una masa de 1011 (100 millardos) {\displaystyle M_{\bigodot }} se evaporará en alrededor de 2×10100 años.
Se predice que algunos agujeros negros excepcionalmente grandes continuarán creciendo hasta quizá 1014 {\displaystyle M_{\bigodot }} durante el colapso de superclusters de galaxias. Incluso estos agujeros acabarán evaporándose en una escala de tiempo superior a 10106 años.